# Georg Heinrich Gerhard Spiel
Georg Heinrich Gerhard Spiel (* 30. Mai 1786 in Nordheim; † 5. Februar 1822) war ein deutscher Jurist, Beamter uns  Historiker.

## Leben
Georg Heinrich Gerhard war der Sohn des (späteren) Prokurators Spiel († 25. März 1811) des Oberappellationsgerichts Celle. Im Jahr 1815 heiratete er.
Nach der Stadtschule in Celle besuchte er ein Jahr das Gymnasium in Gotha, um ab 1805 an der Universität Göttingen Rechtswissenschaft zu studieren.
Im November 1807 ließ sich Spiel – zurück in Celle – als Sachwalter nieder und wurde zwei Jahre später als Senator in den Magistrat der Stadt gewählt. 1810 wurde er nach Nienburg/Weser versetzt als Prokurator des dortigen Gerichtes erster Instanz. Nach dem Tod seines Vaters kehrte Spiel nach Celle zurück, um dessen freigewordene Stelle als Prokurator des Oberappellationsgerichts anzutreten.
Nach dem Ende der französischen Fremdherrschaft und der förmlichen Wiederinbesitznahme des Kurfürstentums Hannover durch Herzog Ernst August von Cumberland am 4. November 1813 trat Spiel „in die alten städtischen Verhältnisse zurück und wurde zugleich … Prokurator“ (der Justizkanzlei Celle).
Kurz nach seiner Hochzeit 1815 „ergriff ihn eine gefährliche Krankheit, von der er sich nur langsam erholte.“ Obwohl Spiel noch 1820 in Celle zum Stadtsekretär gewählt wurde, schien ihm erst 1821 „eine Reise nach Norderney … die volle Gesundheit wieder gegeben zu haben, aber schon am 5. Februar 1822 erlag er seinem Leiden.“
Spiel wies in der von ihm gegründeten Zeitschrift Vaterländisches Archiv auf die Veröffentlichung der in den Archiven liegenden noch unbenutzten Urkunden hin. Er gab die entscheidende Initiative zur Gründung des noch heute tätigen Historischen Vereins für Niedersachsen.

## Schriften

### Herausgaben

#### Vaterländisches Archiv
Neben seinen ausgedehnten Berufsgeschäften widmete sich Spiel historischen Studien. 1818 war er zunächst Mitbegründer eines historischen Lesezirkels, um schon 1819 selbst die Zeitschrift
- Vaterländisches Archiv oder Beiträge zur allseitigen Kenntniß des Königreichs Hannover, wie es war und ist[8]

zu gründen und herauszugeben. Der Schwerpunkt des „Archivs“ lag dabei auf historischen Aspekten. Insgesamt gab Spiel über die Hahnsche Buchhandlung vier Bände heraus; der erste Band erschien 1819, der vierte 1821.

#### Neues Vaterländisches Archiv
Nach dem Tod von Spiel führte der Celler Oberappellations-Rat Ernst Peter Johann Spangenberg die Herausgabe des „Archivs“ fort unter dem neuen Titel
- Neues Vaterländisches Archiv oder Beiträge zur allgemeinen Kenntniß des Königreichs Hannover und des Herzogthums Braunschweig[8]

### Eigene Aufsätze (unvollständig)
Spiel schrieb selbst einige, „allerdings nicht sehr umfangreiche Beiträge zum ‚Archiv‘ …, (die) sich auf die Geschichte der Stadt Celle und des Fürstenthums Lüneburg (beziehen).“
- In dem Aufsatz Wie ist das Interesse für ein gemeinschaftliches Vaterland zu erwecken? oder was fehlt uns, um eine genauere Kunde unseres Vaterlandes zu erhalten und zu verbreiten? „wies er mit Nachdruck auf die Veröffentlichung der in den Archiven liegenden noch unbenutzten Urkunden hin.“[5]